# Törpekákagyepek

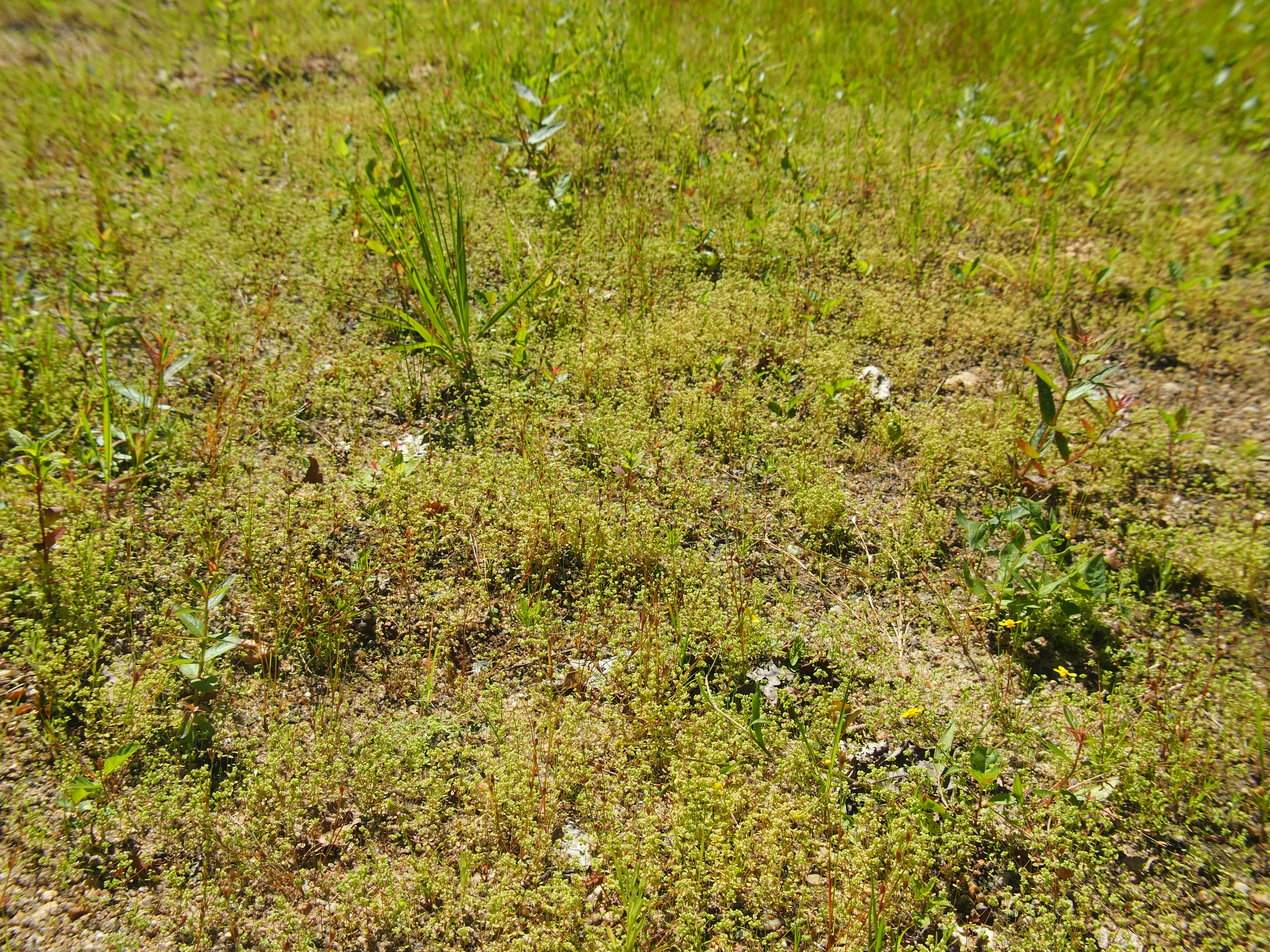
Törpekákagyep — Naturpark Südheide (Alsó-Szászországban)

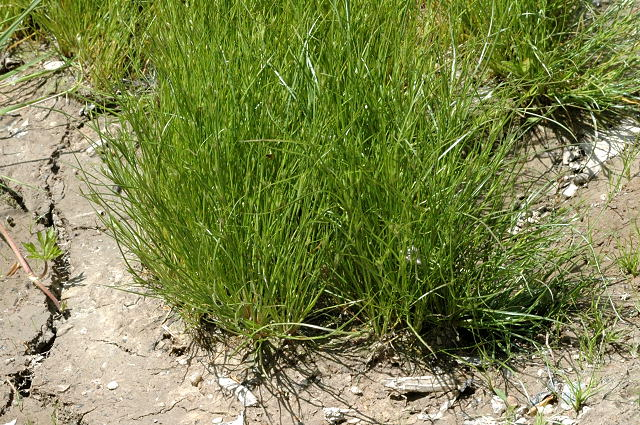
Varangyszittyó (Juncus bufonius) — Belgium, Ardennek

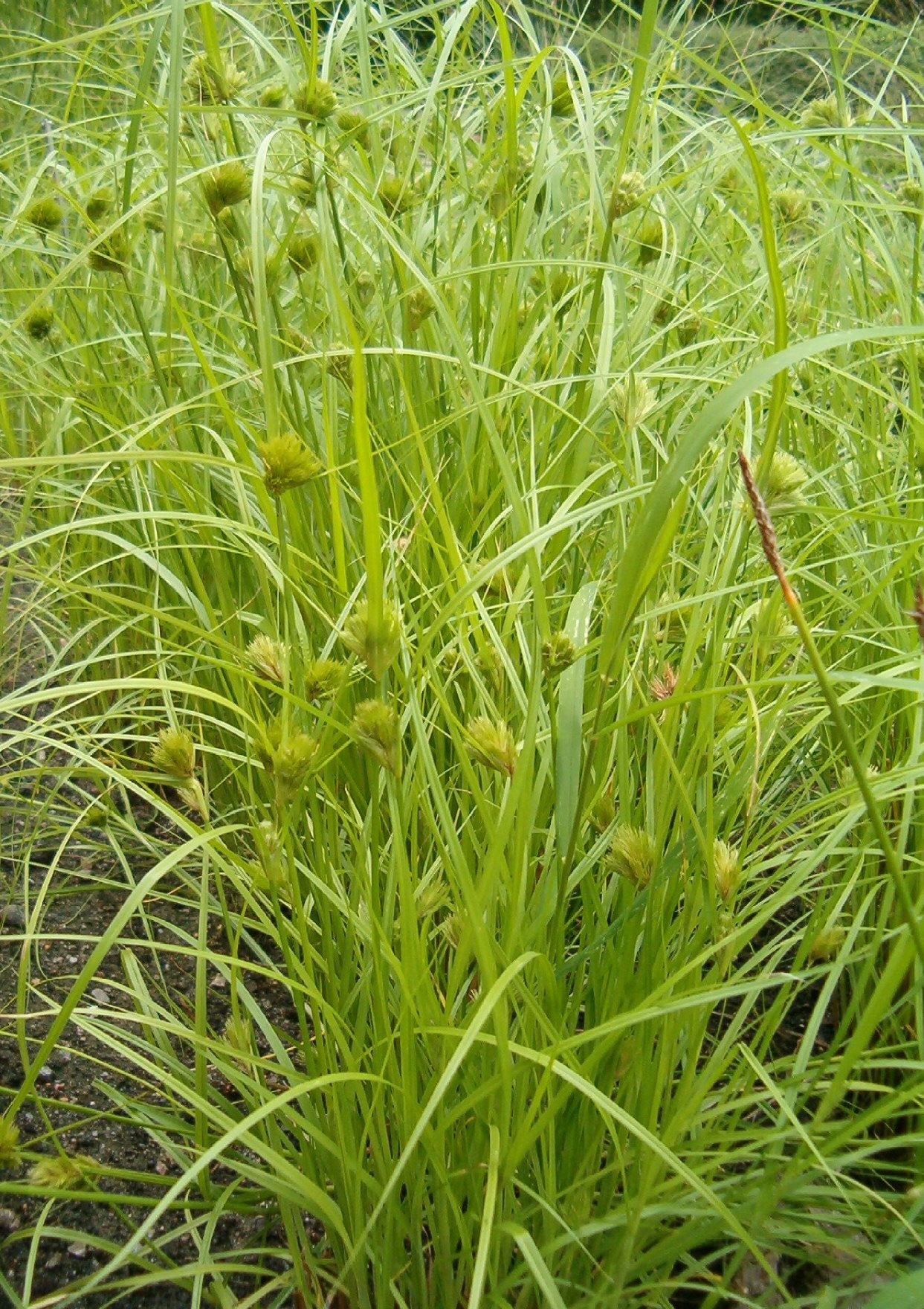
Palkasás (Carex bohemica) — Berlin, Botanikus Kert

A törpekákagyepek (Nanocyperion Koch ex Libbert 1932) a Nyugat-, Közép- és Délkelet-Európa törpekáka vegetációjának társulásait összefoglaló törpekákások (Nanocyperetalia Klika 1935) növényrendszertani rendjének egyik csoportja.

## Fajösszetételük
Jellemző fajaik:
- tojásdad csetkáka (Eleocharis ovata),
- apró csetkáka (Eleocharis acicularis),
- varangyszittyó (Juncus bufonius),
- iszapszittyó (Juncus tenageia),
- palkasás (Carex bohemica),
- cseplesz látonya (Elatine hexandra),
- változó mocsárhúr (Callitriche cophocarpa),
- henye tócsahúr (Peplis portula),
- iszaprojt (Limosella aquatica),
- henye pimpó (Potentilla supina).

## Rendszertani tagolásuk
A csoport felosztása nem teljesen egyértelmű, mert az egyes fajok élettere az éghajlati viszonyok szerint alakul. Általános tendenciaként megállapítható, hogy ahogy az éghajlat egyre hűvösebb, a fajok ökológiai fülkéi beszűkülnek, és jelző szerepük ezzel párhuzamosan nő.
A magyarországi viszonyokra Borhidi Attila — öt alcsoportjukat különbözteti meg kilenc növénytársulással. Ezeket tőlünk északra — már Szlovákiában is — többnyire csoportokként különítik el.
1. Törpepalkások alcsoportja (Nanocyperenion (Koch 1926) Borhidi 2003 comb. nova hoc loco). Magyarországi előfordulásáról nem tudunk. Európa más részein ismert társulásai:
- Cypereto flavescentis W. Koch ex Aichinger 1933
- Samolo-Cyperetum fuscae Müller-Stoll & Pietsch 1985

2. Csepplenesek alcsoportja (Radiolenion linoidis (Rivas-Goday 1961) Borhidi 2003 comb. nova hoc loco) Magyarországon két társulással:
- iszapmohás (Centunculo-Anthoceretum punctati Koch ex Libbert 1932),
- csepplenes (Centunculo-Radioletum linoidis Krippel 1959)

3. Látonyás csetkáka-társulások alcsoportja (Elatini-Eleocharitenion ovatae (Pietsch & Müller-Stoll 1968) Borhidi 2003 comb. nova hoc loco) Magyarországon három társulással:
- keserűfüves csetkákás (Polygono-Eleocharitetum ovatae Eggler 1933)
- békaszittyós (Cypero-Juncetum bufonii  (Felföldy 1942) Soó & Csűrös 1949)
- Tisza-parti iszapgyopáros (Dichostylido michelianae-Gnaphalietum uliginosi Timár 1947)

Legismertebb társulása a tőlünk északabbra gyakori csetkákás palkasásos (Eleochari-Caricetum bohemicae).
4. Bajuszfüves törpekákások alcsoportja (Heleochloo-Cyperenion (Pietsch 1973) Borhidi 2003 comb. nova hoc loco) Magyarországon két társulással:
- Tisza-vidéki bajuszfüves (Dichostylido-Heleochloëtum alopecuroidis (Timár 1950) Pietsch 1973)
- izsópfüzényes iszapgyopáros (Lythro hyssopifolio-Pseudognaphalietum luteo-albi (Bodrogközy 1948) Pietsch 1964)

5. Látonyás iszapfű-társulások alcsoportja (Elatini-Lindernenion (Pietsch 1973) Borhidi 2003 comb. nova hoc loco) Magyarországon két társulással:
- rizsföldi iszapfüves (Elatini-Lindernietum procumbentis Ubrizsy (1948) 1961)
- rizsföldi törpekákás (Eleochari aciculari-Schoenoplectetum supini, illetve Eleochareto-Schoenoplectetum supini Soó & Ubrizsy 1948)